# Cosme José de Benito
Cosme José Damián de Benito Barbero (Madrid, 27 de septiembre de 1829-Madrid, 15 de enero de 1888) fue un músico español, maestro de la Real Capilla de El Escorial durante un período de 26 años (1859 - 1885).

## Biografía
Nació en Madrid el 27 de septiembre de 1829 y se educó con los padres escolapios, con los que estudió latín, retórica, poética y matemáticas. Comenzó sus estudios de armonía y órgano con fray Francisco de Asís Martinez, continuando posteriormente su formación con Román Jimeno, aprendiendo también a tocar el violonchelo y el violín en el conservatorio de música de Madrid.
Posteriormente dio clases particulares de música mientras estudiaba para notario, que finalizó en 1857. Trabajó brevemente como notario para el arzobispo de Toledo, pero lo dejó para componer música religiosa para las iglesias de Madrid.
El 1 de septiembre de 1859 fue nombrado maestro de capilla del Real Monasterio de San Lorenzo de El Escorial gracias a un tribunal formado por los maestros José Inzenga, fray Jerónimo Pagés y Santiago Escribano. Se casó poco después. Fueron años de éxito, tanto en su música como en su aspecto de pedagogo musical. En junio de 1885, por iniciativa de Alfonso XII, la orden de los Agustinos se hace cargo del Monasterio del Escorial, cesándolo así de su lugar que es sucedido por el padre Matías Arostegui y que se hace cargo de una capilla de veinte músicos entre voces e instrumentos.
Obtuvo en enero de 1886, a través del Real Patrimonio, la plaza de organista segundo de la Real Capilla de Madrid, muriendo en 1888.

## Obra
Su producción como compositor abarca unas 220 obras, principalmente de música religiosa, recibidas por lo general con excelentes críticas y reconocimientos.
Entre sus composiciones se cuentan:
- Sub tuum praesidium
- Sueño de artista
- Ne recuerdes
- Miserere, op. 36
- La niña y la rosa
- Coro y coplas en María Santísima para el mes de mayo Corramos fervorosos con flores en porfía
- Bendita sea tú pureza, op. 130
- El carnaval de las bellas
- La hermosa madrileña
- La mallorquina
- El regio enlace
- La música para los niños
- Vaivenes de Capellanas
- Los siete dolores de María Santísima
- Coro y coplas en Ntra. Dª. del Patrocinio